# Épanalepse
L'épanalepse  (du grec ancien ἐπανάληψις / epanálêpsis « répétition simple ») est une figure de style qui consiste à reprendre littéralement un segment de phrase, un groupe de mots ou un terme après un temps d'arrêt ou passant d'une fin de phrase au début de la phrase suivante. Elle est d'ordre connotatif, pouvant servir d'amplificateur ou d'antithèse. L'épanalepse  est une répétition simple qui désigne un ensemble de figures secondaires caractérisées par des répétitions de termes ou de groupes de mots dans le même membre de phrase selon le schéma : A, A ______ 

## Exemples
- « Le temps s'en va, le temps s'en va, ma Dame » (Pierre Ronsard) est une épanalepse simple

- « Songe, songe, Céphise, à cette nuit cruelle... » (Jean Racine)

- « Pierre, je l’ai vu hier » : la pronominalisation peut être considérée comme une épanalepse.

« Ô triste, triste était mon âme

À cause, à cause d’une femme. »

— Verlaine, Romances sans paroles, Ariettes oubliées VII : « Ô triste, triste était mon âme »

« Viens. Là sur des joncs frais ta place est toute prête

Viens, viens. Sur mes genoux viens reposer ta tête. »

— André Chénier, Viens. Là sur des joncs frais ... dans Anthologie de la poésie française du XVIIIe siècle au XXe siècle

« Que dis-je ?... hélas ! hélas ! Tout cela, c'est un rêve,

Un rêve à jamais effacé !... »

— Gérard de Nerval, En Avant Marche ! dans Anthologie de la poésie française du XVIIIe siècle au XXe siècle

« De l'audace, encore de l'audace, toujours de l'audace... »

— Danton, Discours le 2 septembre 1792

« Je suis gai ! Je suis gai ! Vive le vin et l'art !... »

— Émile Nelligan, La Romance du vin dans Poésies complètes

« Croyez-moi, moi qui vous parle en connaissance de cause et vous dis que rien n'est perdu pour la France. Car la France n'est pas seule ! Elle n'est pas seule ! Elle n'est pas seule ! Elle a un vaste Empire derrière elle... »

— Charles de Gaulle, appel du 18 juin

« Toute amélioration réelle de l'emploi passe par une certaine croissance ; toute croissance durable suppose un appareil de production solide ; tout appareil de production solide requiert d'être moderne pour soutenir la concurrence… »

— Laurent Fabius, déclaration de politique générale le 24 juillet 1984

## Définition

### Définition linguistique
L'épanalepse est une figure appartenant au groupe des répétitions, hiérarchiquement supérieur, combinant, selon la place donnée à la répétition dans la phrase ou le vers, et la nature de la transformation (mot, groupe de mots) diverses figures (voir chapitre figures proches). Elle opère une transformation morpho-syntaxique de répétition à l'identique. La place dans la phrase donnée à la répétition détermine la nature et la fonction de la figure.
Epanalepse et répétition simple sont souvent employés de manière synonymique; en linguistique, on lui préfère la seconde acception). On la nomme souvent, par paraphrase étymologique, reprise à la suite mais son extension linguistique est difficile à identifier.

### Définition stylistique
L'épanalepse introduit une gamme variée d'effets stylistiques, tous liés au phénomène de répétition tels: l'angoisse (voir l'exemple de Ronsard), la douleur, la suggestion de sentiments (ou lyrisme), l'humour. En poésie, l'effet est avant tout rythmique et prosodique comme chez Verlaine. Ses effets dépendent en définitive du contexte.
Sa définition pose des problèmes d'extension, ainsi Molinié (voir bibliographie) la nomme : « la variété la plus élaborée de la répétition ». Elle est donc le prototype du débat de définition, opposant linguistes purs et partisans de la stylistique et de la rhétorique; le débat se centrant autour de sa hiérarchisation à la notion de pronominalisation (voir section débat).
Le langage parlé et oral utilise l'épanalepse dans des tournures figées, proches des proverbes comme : « Un monde fou, fou, fou » ou « Gai, gai, marions-nous ». La chanson ou la publicité en exploitent les ressources suggestives : « Belles, belles, belles comme le jour » (Claude François). Les hommes politiques utilisent fréquemment cette répétition afin de montrer la continuité du raisonnement par ricochets. Mais elle peut être prise pour une figure d'incantation ou créer des amalgames subjectifs sous des apparences de raisonnements logiques déductifs.

### Genres concernés
L'épanalepse est une figure de répétition concernant tous les genres littéraires, également transverse à tous les types de textes. On la retrouve surtout dans les poésies, dans les textes lyriques, les oralisations.
Sous sa forme pronominalisée, l'épanalepse est très récurrente dans la publicité (exemple : « x, il lave plus blanc que blanc »). On peut la traduire également dans d'autres arts comme le cinéma (répétition d'une scène, constitutive formelle d'une flash-back), dans le journalisme (« rajouter de l'horreur à l'horreur »).
Comme d'autres figures ou tropes, l'épanalepse est également utilisée dans les arts plastiques (séries, mises en abîme etc.). Elle est récurrente - comme l'anadiplose ou l'épanadiplose - dans la prose romanesque ou théâtrale.

## Historique de la notion

### Débats
Parmi la complexité et la multitude des figures associées au phénomène de répétition, l'épanalepse ne profite pas d'une définition claire et précise. Ainsi, le linguiste français Jules Marouzeau, dans le Lexique de la terminologie linguistique et le linguiste canadien Brian Gill dans son Dictionnaire de la linguistique considèrent l'épanalepse comme une figure syntaxique consistant en la reprise d’un mot ou d’un groupe de mots par un pronom qui le représente, proche de la pronominalisation ou de l'anaphore lexicale comme dans : « Les autres, ils sont arrivés hier ». Ils réduisent ainsi la figure à une opération purement linguistique, un fait de langue démotivé de toute recherche esthétique, sinon pragmatique. Pour la majorité des linguistes modernes, l'épanalepse est plus proche de l'épanadiplose que de la répétition, qui n'en apporte pas une acception évidente, comme dans cet exemple cité par Henri Morier : « À Paris accourus, ils quitteraient Paris ».